# Yun Yeong-nae
Yun Yeong-Nae (em coreano:  윤 영내; 26 de setembro de 1952) é uma ex-jogadora de voleibol da Coreia do Sul que competiu nos Jogos Olímpicos de 1972 e 1976.
Em 1972, ela participou de cinco jogos e a equipe sul-coreana finalizou na quarta colocação no campeonato olímpico. Quatro anos depois, ela fez parte do conjunto sul-coreano que conquistou a medalha de bronze no torneio olímpico de 1976, no qual atuou em cinco partidas.